# Knetschberg
Der Knetschberg ist ein 1850 m hoher Berg in der Mountaineer Range des ostantarktischen Viktorialands. Er ragt südlich des Mount Casey auf.
Wissenschaftler der deutschen Expedition GANOVEX III (1982–1983) benannten ihn. Namensgeber ist der deutsche Geologe Georg Knetsch (1904–1997).